# 몬테카를로 랠리
몬테카를로 랠리(Monte Carlo Rally)는 모나코 자동차 클럽(Automobile Club de Monaco)이 매해 주관하는 랠리 경주이다. 랠리 몬테카를로(Rallye Monte-Carlo)라고도 불리며, 공식 명칭은 랠리 오토모빌 드 몬테카를로(Rallye Automobile de Monte-Carlo)이다. 자동차 분야의 발전과 혁신을 전시하고 모나코를 관광지로서 홍보하기 위해 알베르 1세 주도로 1911년에 처음 개최되었다. 현재 모나코 등 남동부 프랑스의 리비에라에 걸친 지역에서 열리고 있다.

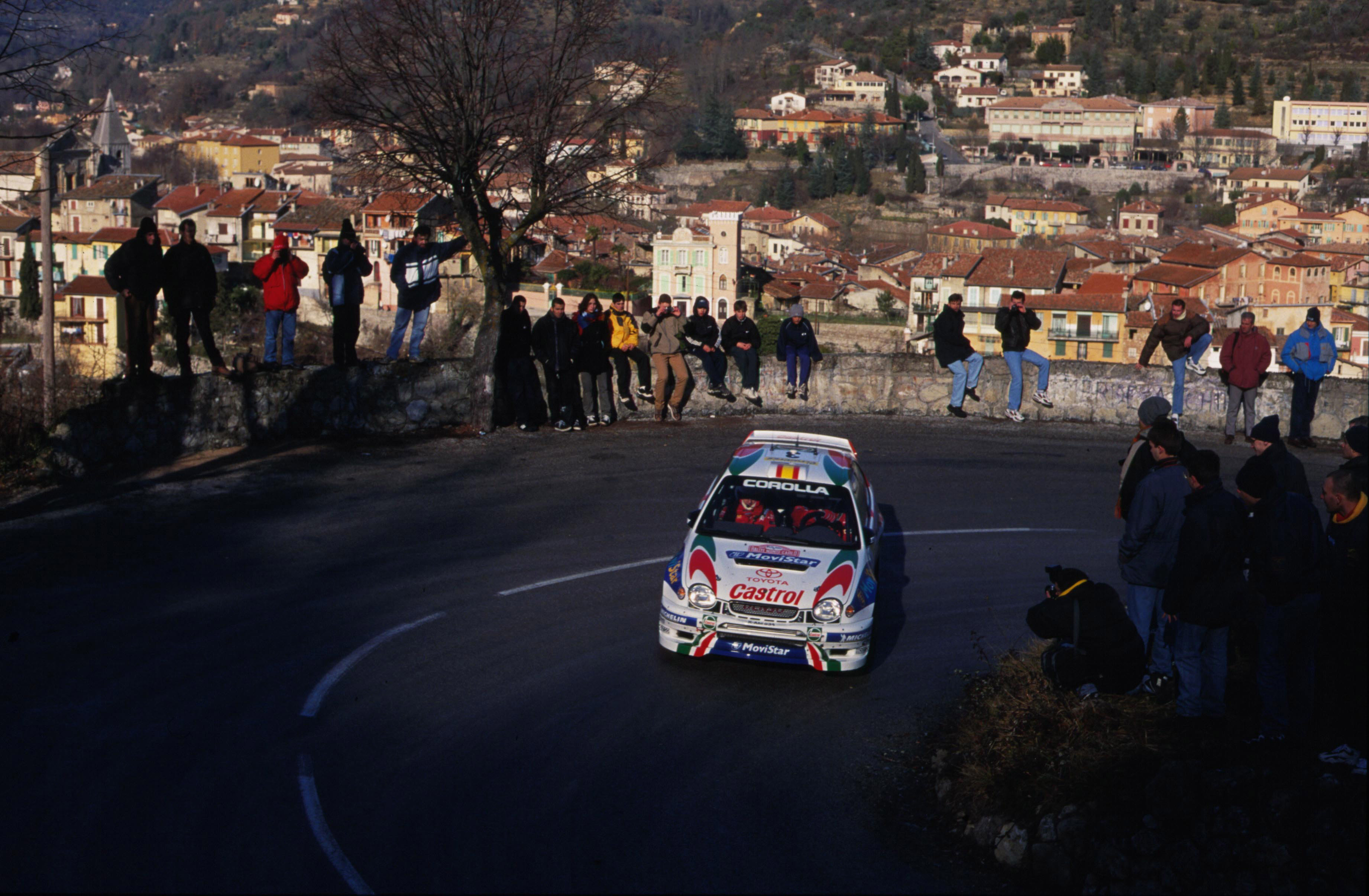
1999년 몬테카를로 랠리에서 토요타 코롤라 WRC를 주행 중인 카를로스 사인스

특히 몬테카를로 랠리의 콜 드 투리니는 라볼렌베쥐비과 소스펠을 잇는 좁고 경사진 도로와 수많은 헤어핀 코너로 세계에서 가장 유명한 랠리 스테이지로 꼽힌다.